# Ignacio Zaragoza, Motozintla
Ignacio Zaragoza är en ort i Mexiko.   Den ligger i kommunen Motozintla och delstaten Chiapas, i den sydöstra delen av landet, 900 km sydost om huvudstaden Mexico City. Ignacio Zaragoza ligger 2 717 meter över havet och antalet invånare är 235.
Terrängen runt Ignacio Zaragoza är bergig åt sydost, men åt nordväst är den kuperad. Ignacio Zaragoza ligger uppe på en höjd. Runt Ignacio Zaragoza är det ganska tätbefolkat, med 172 invånare per kvadratkilometer. Närmaste större samhälle är Motozintla de Mendoza, 14,3 km norr om Ignacio Zaragoza. I omgivningarna runt Ignacio Zaragoza växer i huvudsak städsegrön lövskog.